# Neu-Kölln
Neu-Kölln is een historisch stadsdeel van Duitse stad Berlijn en bevindt zich in het stadsdeel Berlin-Mitte. De schrijfwijze is ook wel Neu-Cölln of Neu-Kölln am Wasser. 

## Geschiedenis
In 1662 werden de middeleeuwste steden Berlijn en Kölln voor het eerst uitgebreid. Kölln kreeg in het zuiden voorbij de Spree een nieuwe buitenwijk die 19 hectare groot was en Neu-Kölln genoemd werd. Het gebied was niet zelfstandig. Er waren aanvankelijk twee straten die van noordoost naar zuidwest liepen: de straten Neukölln am Wasser (tegenwoordig: Märkisches Ufer) en Neukölln am Wall (tegenwoordig: Wallstraße). 
In de 19de eeuw werden aan de Wallstraße grote commerciële gebouwen gebouwd. In 1873 werd aan de noordoostkant het Köllnische Park aangelegd. Toen in 1920 Groot-Berlijn opgericht werd, en Neu-Kölln nu een onderdeel werd van Mitte, geraakte de naam Neu-Kölln meer in onbruik. 
Tijdens de Tweede Wereldoorlog werd het gebied minder zwaar beschadigd vergeleken met de omliggende stadsdelen. Eind jaren zestig ontstond aan de Märkischen Ufer een zogenaamd Traditionsinsel waar enkele gebouwen gereconstrueerd werden die elders gesloopt waren.